# Жаганець
Жаганець (пол. Żaganiec, нім. Hermsdorf bei Sagan) — село в Польщі, у гміні Ілова Жаганського повіту Любуського воєводства.
Населення — 105 осіб (2011).
У 1975-1998 роках село належало до Зеленогурського воєводства.

## Демографія
Демографічна структура станом на 31 березня 2011 року:
|          | Загалом | Допрацездатний вік | Працездатний вік | Постпрацездатний вік |
| -------- | ------- | ------------------ | ---------------- | -------------------- |
| Чоловіки | 54      | 8                  | 43               | 3                    |
| Жінки    | 51      | 10                 | 30               | 11                   |
| Разом    | 105     | 18                 | 73               | 14                   |